# 彼得·斯米爾諾夫
彼得·亞歷山德罗維奇·斯米爾諾夫（俄语：Пётр Александрович Смирнов；1897年5月29日—1939年2月23日），蘇聯政治委員，曾任國防部副部長和蘇聯海軍指揮官。

## 生平
斯米爾諾夫於1897年出生在維亞特卡省附近的一個工人家庭。他畢業後在1913年在一家木材廠擔任木匠。他於1917年加入布爾什維克黨，是紅軍的成員。 （页面存档备份，存于）他在俄國內戰中以一名旅長和一名政委的身份參戰。1921年，他參加了對克隆斯塔特叛亂的鎮壓。
在1920年代，他是伏爾加和北高加索軍區的政治委員。 從1926年起，他加入了軍隊的政治局，並擔任波羅的海艦隊和軍區的政治委員。1937年，他參與了包括雅科夫·加馬尼克在內的軍事領導人的清洗工作。1937年10月，他成為國防部副部長，並從1937年12月起擔任蘇聯海軍司令。
他於1938年6月被捕，並於1939年2月被槍決隊處決。他於1956年得到平反。